# Expedició Guergué
L'expedició Guergué fou l'intent de revitalitzar la guerra a Catalunya per part del comandament carlí amb l'entrada d'una columna procedent de Navarra sota el comandament del general Juan Antonio Guergué.

## Antecedents
La rebel·lió va esclatar després de la convocatòria de les Corts el 20 de juny de 1833 quan el pretendent don Carles, refugiat a Portugal es va negar a jurar lleialtat a Maria Cristina de Borbó-Dues Sicílies i l'1 d'octubre, recolzat per Miquel I de Portugal va el seu dret al tron. A la pràctica la rebel·lió va començar el dia 2 a Talavera de la Reina quan els voluntaris reialistes locals van proclamar a Carles rei d'Espanya iniciant una sèrie d'insurreccions de guerrillers, ex militars i voluntaris, assumint en molts casos el control del govern municipal.
A Catalunya els cabdills carlins, amb experiència militar de la guerra del Francès i la guerra dels Malcontents, disposaven de partides amb pocs efectius i estaven descoordinats, mal armats i sense un líder nat, i la rebel·lió de Josep Galceran i Escrigàs a Prats de Lluçanès va ser sufocada pel capità general Llauder el 5 d'octubre.
A Morella Rafael Ram de Viu Pueyo va proclamar rei a Carles V el 13 de novembre, tot i que va ser ocupada per forces liberals el 10 de desembre, i derrotat en la batalla de Calanda, a la mort afusellat de Ram de Viu Manuel Carnicer va assumir la prefectura militar de l'exèrcit carlí al Baix Aragó i el Maestrat.
Carnicer intentà unir les forces del Maestrat amb les que operaven al Principat i estendre la revolta a la vall del Segre i l'Urgell però fou derrotat en l'acció de Maials.

## L'expedició
Juan Antonio Guergué comandà una expedició a Catalunya amb intenció d'unificar les forces catalanes. El 8 d'agost del 1835 surt d'Estella al capdavant de 2.700 homes mentre el general Pastors, cap de l'exèrcit de Catalunya, va encomanar als generals Gurrea i Joseph Conrad la intercepció dels carlins.
Travessa Navarra, arribant a Osca el 16 d'agost, deixant a Santocildes comandant la guarnició de la ciutat, que abandonà amb l'arribada del brigadier liberal Gurrea. Passant per Barbastre, a Roda d'Isàvena  derrotà una columna procedent de Benasc.
A finals d'agost entrà a Catalunya, seguit pel general Bernelle, passant per Lleida el 25 d'agost, intentant entrar a Olot sense aconseguir-ho el setembre i octubre, i arriba triomfant a Girona amb nombrosos nous voluntaris que se li han anat afegint durant la marxa, i deixa organitzades les forces catalanes en quatre zones: divisió de Girona amb Mataró i Vic, divisió de Manresa, divisió de Lleida i divisió de Tarragona, amb un total de més de 24.000 homes, mentre la revolta s'anava estenent, amb els setges de La Granadella i Guimerà.
El setembre, els legionaris de Conrad s'havien reagrupat a Balaguer per interceptar Guergué en el seu retorn a Navarra, i prenent les posicions carlines de Gerri i La Pobla de Segur, on hi hagué una batalla en 6 de novembre. El 22 de novembre creuà el Cinca, dispersant la cavalleria liberal que havia sortit al seu encontre, i va dirigir-se de nou a Barbastre, cap on es dirigia Conrad a tallar-li el pas, lluitant en la batalla d'Angüés, i després va retornar a Navarra passant a prop d'Osca.

## Conseqüències
La guerra de guerrilla va continuar a Catalunya fins al 1837, amb la presa de Berga i l'arribada de l'Expedició Reial, que van permetre ocupar un territori continu.